# Sawao Katō
Sawao Katō (加藤 沢男?, Katō Sawao; Niigata, 11 ottobre 1946) è un ex ginnasta giapponese.

## Carriera
È uno degli atleti più premiati ai Giochi olimpici; nelle tre edizioni cui ha partecipato (Messico 1968, Monaco 1972, Montreal 1976) ha conquistato in totale dodici medaglie (8 ori, 3 argenti e 1 bronzo).
Nonostante le 12 medaglie olimpiche Sawao Katō non ha conquistato alcuna medaglia ai Campionati mondiali di ginnastica artistica.

## Palmarès
- Giochi olimpici

1968 - Città del Messico: oro nel concorso a squadre, nel concorso individuale e nel corpo libero, bronzo negli anelli
1972 - Monaco di Baviera: oro nel concorso a squadre, nel concorso individuale e nelle parallele, argento nella sbarra e nel cavallo
1976 - Montréal: oro nel concorso a squadre e nelle parallele, argento nel concorso individuale